# 大麻山 (徳島県)
大麻山（おおあさやま）は、徳島県鳴門市にある山である。標高538m。別名「弥山」、「十八山」。「大麻さん」とも呼ばれる。讃岐山脈に属している。

## 地理・概要
鳴門市最高峰で大麻比古神社の奥宮が祀られる山である。山頂直下には「真名井の水」という名水も湧き出している。頂上からは北に瀬戸内海、南に徳島平野が一望できる。大麻山一帯は大麻山県立自然公園に指定されている。
また、地元の一部郷土史家が主張している邪馬台国四国説では、邪馬台国がかつて存在した可能性のある地域のひとつとして大麻山を中心とした一帯をとりあげている。
登山道は四方にあるが、大麻比古神社から峯神社の参道を登るのが一般的である。

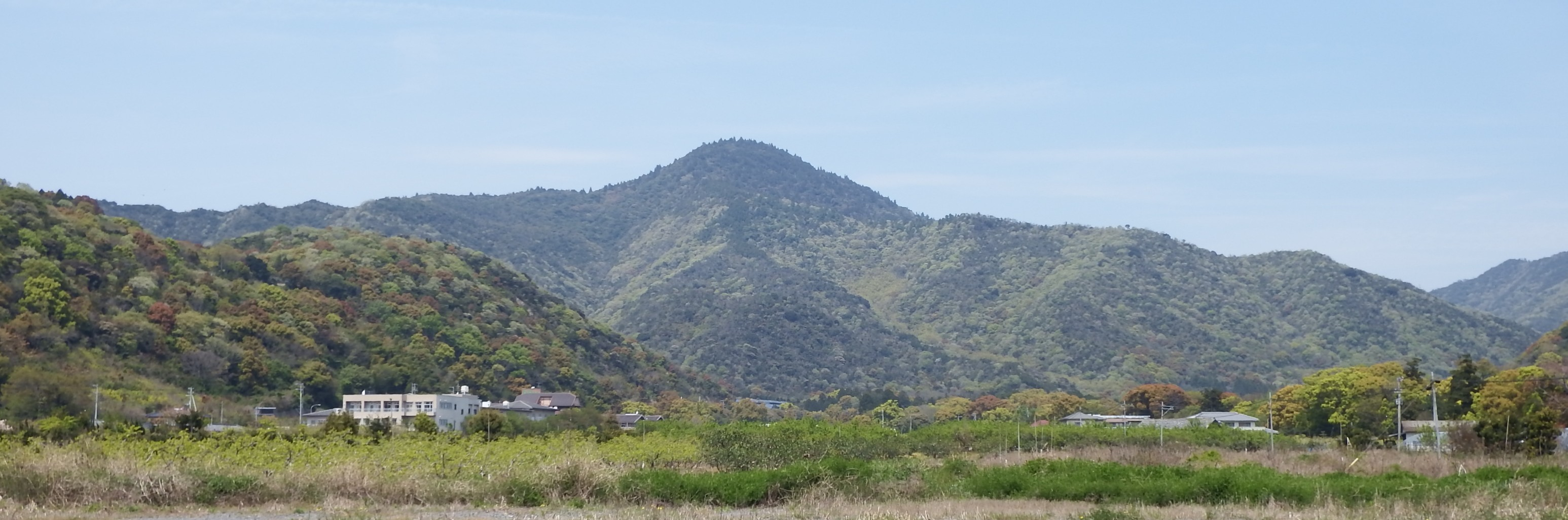
南側からの全景
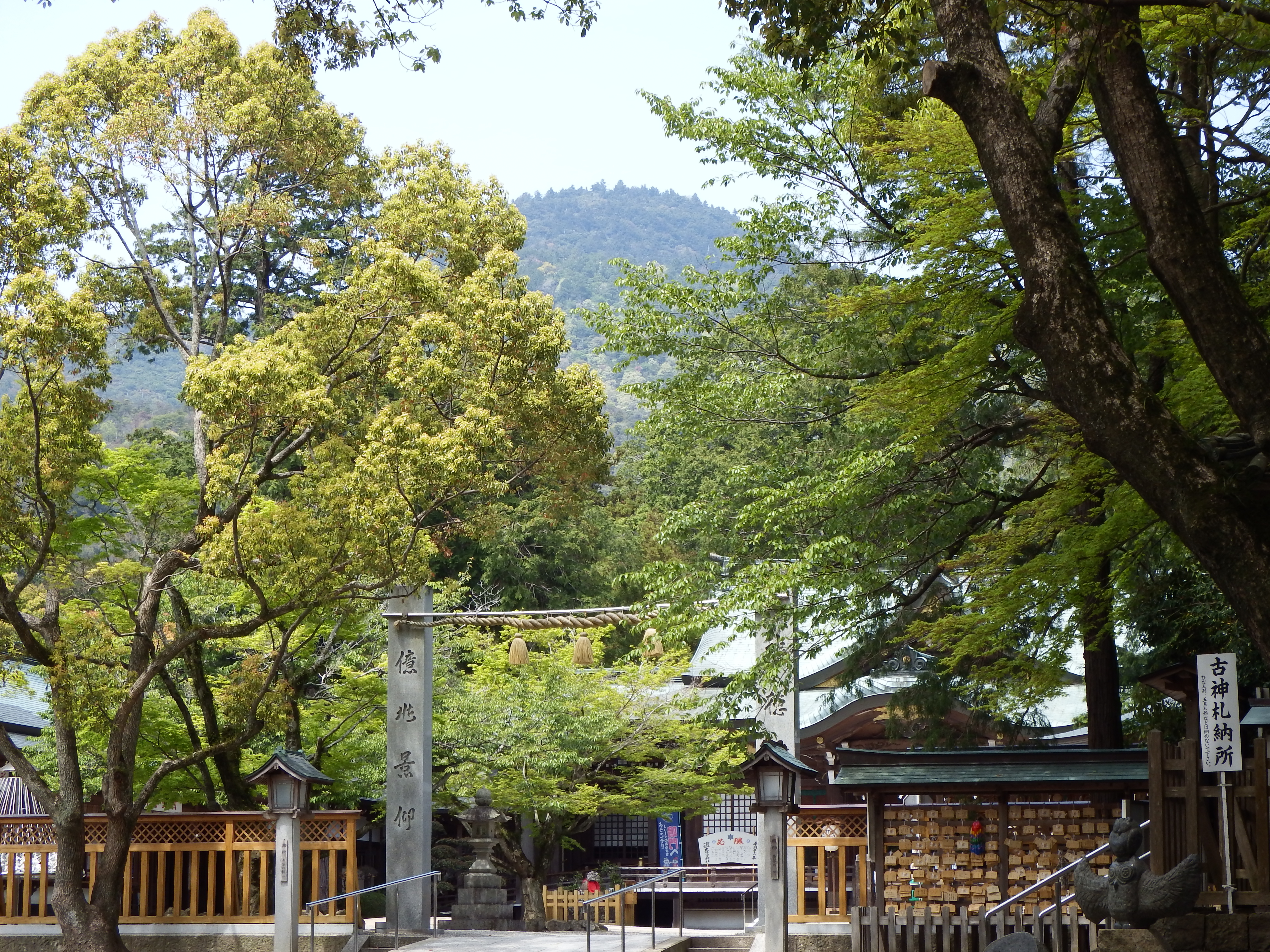
大麻比古神社本殿の背後に聳える
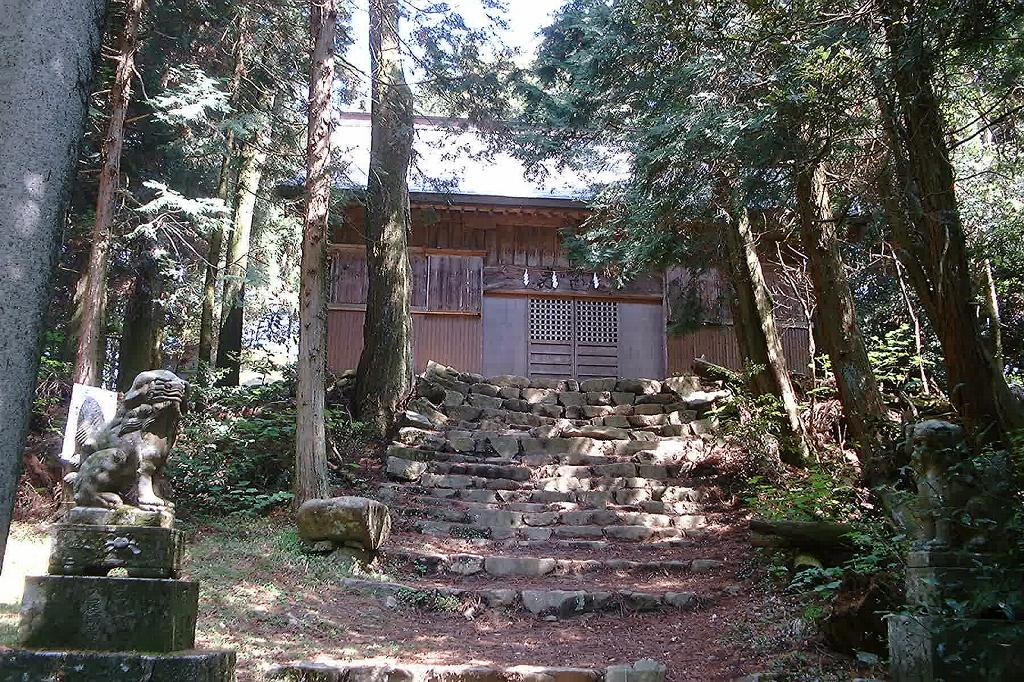
山頂には奥宮が鎮座